# GFI (기업)
주식회사 GFI(영어: GFI Co., Ltd.)는 대한민국의 소화기 기업이다. 회사명인 GFI는 Global Firefighting Innovators의 약자이다.

## 역사
- 2014년: 법인 설립[출처 필요]
- 2025년: SPAC 방식 모회사 흡수합병 예정 (합병기일: 2025년 11월 21일)[4]